# 湯頭
湯頭（英語：Tonto），虛構角色，是獨行俠的美洲原住民伙伴，活動於19世紀美國舊西部時期。在1933年，底特律WXYT電台的獨行俠廣播劇的第11集中，這個角色首次出現。一開始他只是獨行俠的一個談話對象而已，在稍後的劇情中，他成為獨行俠的伙伴。

## 電影
- 2013年《獨行俠》，由強尼·戴普飾演湯頭。